# Tom Taylor (Dramatiker)

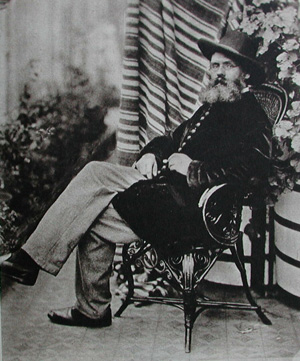
Photo Tom Taylors von Lewis Carroll

Tom Taylor (* 19. Oktober 1817 in Bishopwearmouth, City of Sunderland; † 12. Juli 1880 in London) war ein englischer Dramatiker, Journalist und Biograph. Am bekanntesten ist er als Autor des Schauspiels Our American Cousin (1858). Während einer Aufführung dieses Stücks im Jahr 1865 in Washington, D.C. wurde der als Besucher anwesende amerikanische Präsident Abraham Lincoln erschossen.

## Leben
Tom Taylor, Sohn einer Deutschen, besuchte die Schule in Sunderland, studierte anschließend zunächst an der University of Glasgow, dann ab 1837 in Cambridge und wurde Fellow des Trinity College. Daraufhin ließ er sich in London nieder, wo er 1844–1845 die Professur der englischen Literatur am University College bekleidete. Er gab sie auf, um als Advokat zu praktizieren, und wurde im November 1846 als Anwalt des Middle Temple zugelassen. 1850 trat er in den Staatsdienst und wurde Hilfssekretär, 1854 Sekretär im Gesundheitsamt; als solcher schrieb er Lectures on sanitary laws. Bei der Auflösung des Gesundheitsamts 1858 wurde er in eine Abteilung des Innenministeriums versetzt und trat 1876 in den Ruhestand. Er starb am 12. Juli 1880 im Alter von 62 Jahren in London und wurde auf dem Brompton Cemetery beigesetzt.

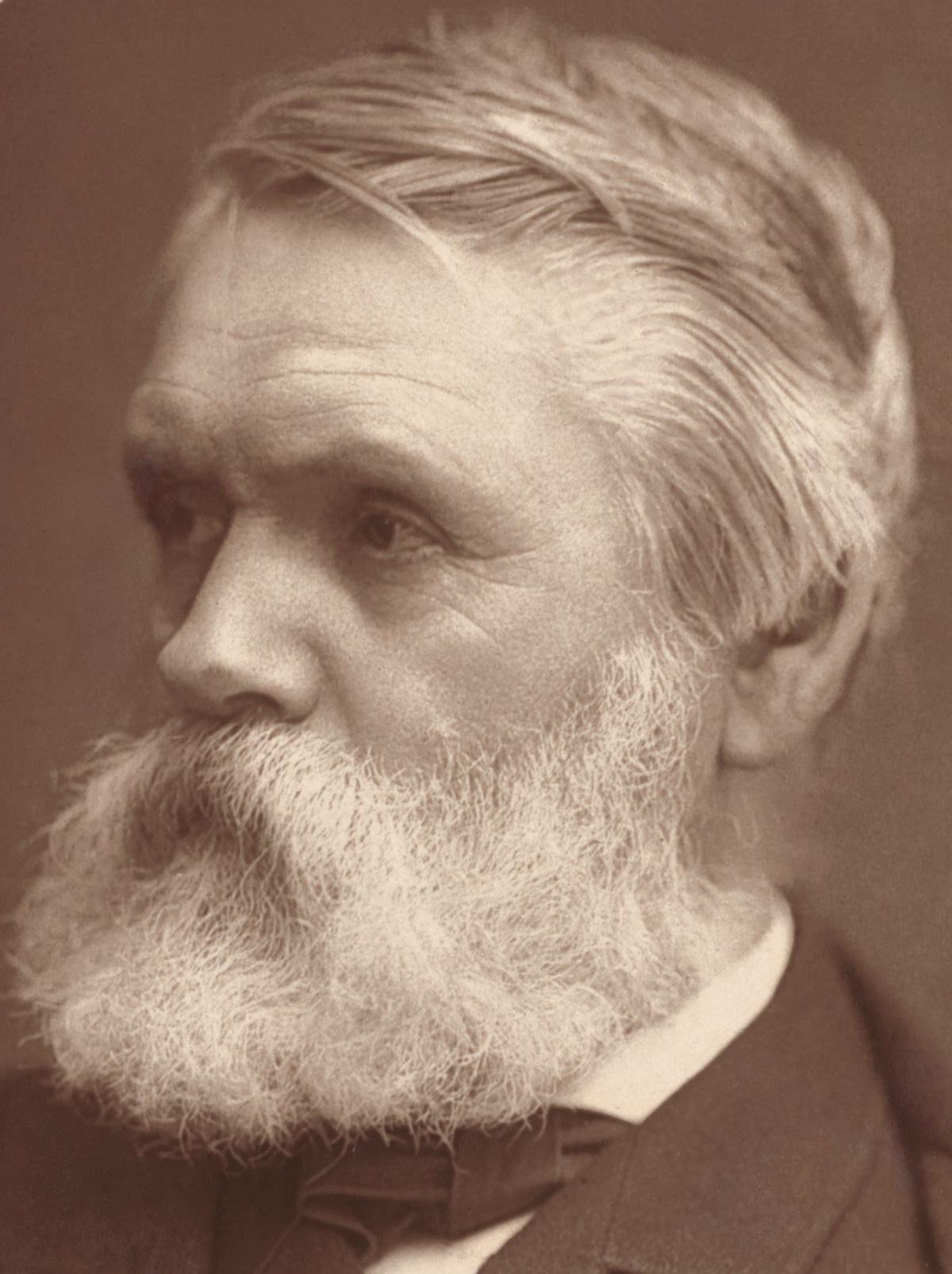
Taylor vor 1881

Schon von Jugend an hatte Taylor Talent für das dramatische Fach bewiesen. Am Lyceum Theatre wurden 1844 vier seiner Possen aufgeführt; 1845 hatte er seinen ersten Erfolg mit To parents and guardians. Seitdem erschienen von ihm über 100 Stücke, teils Originalarbeiten, teils Bearbeitungen nach dem Französischen, aus sämtlichen Gebieten der Farce, des Lustspiels, des Schauspiels und des höheren Dramas. Besonders zeichneten ihn lebhafte, geistreiche Dialoge, treffender Witz, leichte Kombinationsgabe, sowie Bühnengewandtheit aus. Gelegentlich gelang ihm auch der höhere dramatische Stil, wie in den historischen Dramen Twixt Axe and crown (1870) und Joan of Arc (1871). Das Beste leistete er im Lustspiel und im bürgerlichen Drama, wenn er sich nicht in das Sensationsstück verlor. Einige Burlesken schrieb er gemeinsam mit Albert Smith und Charles Kenny, und er arbeitete mit Charles Reade bei Masks and faces (1852) zusammen.
Zu Taylors bedeutendsten Dramen, Lust- und Schauspielen gehören außer den schon genannten:
- The vicar of Wakefield, 1850
- Plot and passion, 1853
- Still waters run deep, 1855
- Retribution, 1856
- Victims, 1857
- Our American cousin, 1858, inszeniert von Laura Keene in New York City
- The contested election, 1859
- New men and old acres, 1859
- Nine points of the law, 1859
- The Overland route, 1860
- Ticket of leave man, 1863
- The fool’s revenge, 1869
- Anne Boleyn, 1875

Taylor hatte auch eine Karriere als Journalist begonnen, als er Ende der 1830er Jahre erstmals nach London kam. Bald schrieb er Leitartikel für den Morning Chronicle und die Daily News. Er war Mitarbeiter des Punch und von 1874 bis 1880 als Nachfolger von Shirley Brooks Leiter dieser Zeitschrift. Ferner besaß er einiges Talent für Malerei und erwarb bedeutenden Einfluss als Kunstkritiker der Times und des Graphic. Auch wurde er bekannt als Herausgeber von Lebensbeschreibungen englischer Künstler, von denen Autobiography of the painter B. R. Haydon (3 Bde., 1853), Autobiography and Correspondence of C. R. Leslie (1860), Life and times of Sir Joshua Reynolds (begonnen von Leslie, fortgesetzt von Tom Taylor, 1865) und der Catalogue of the works of Sir Joshua Reynolds (London 1869) Erwähnung verdienen. Er edierte auch mit einem Vorwort Pen Sketches from a Vanished Hand, selected from Papers of the late Mortimer Collins.